# إميليو أوتشوا
إميليو أوتشوا هو سياسي كوبي، ولد في 4 يوليو 1907 في هولغوين في كوبا، وتوفي في 21 يونيو 2007 في ميامي في الولايات المتحدة. حزبياً، نشط في Partido Auténtico ‏.